# Burgerweeshuis (Aardenburg)

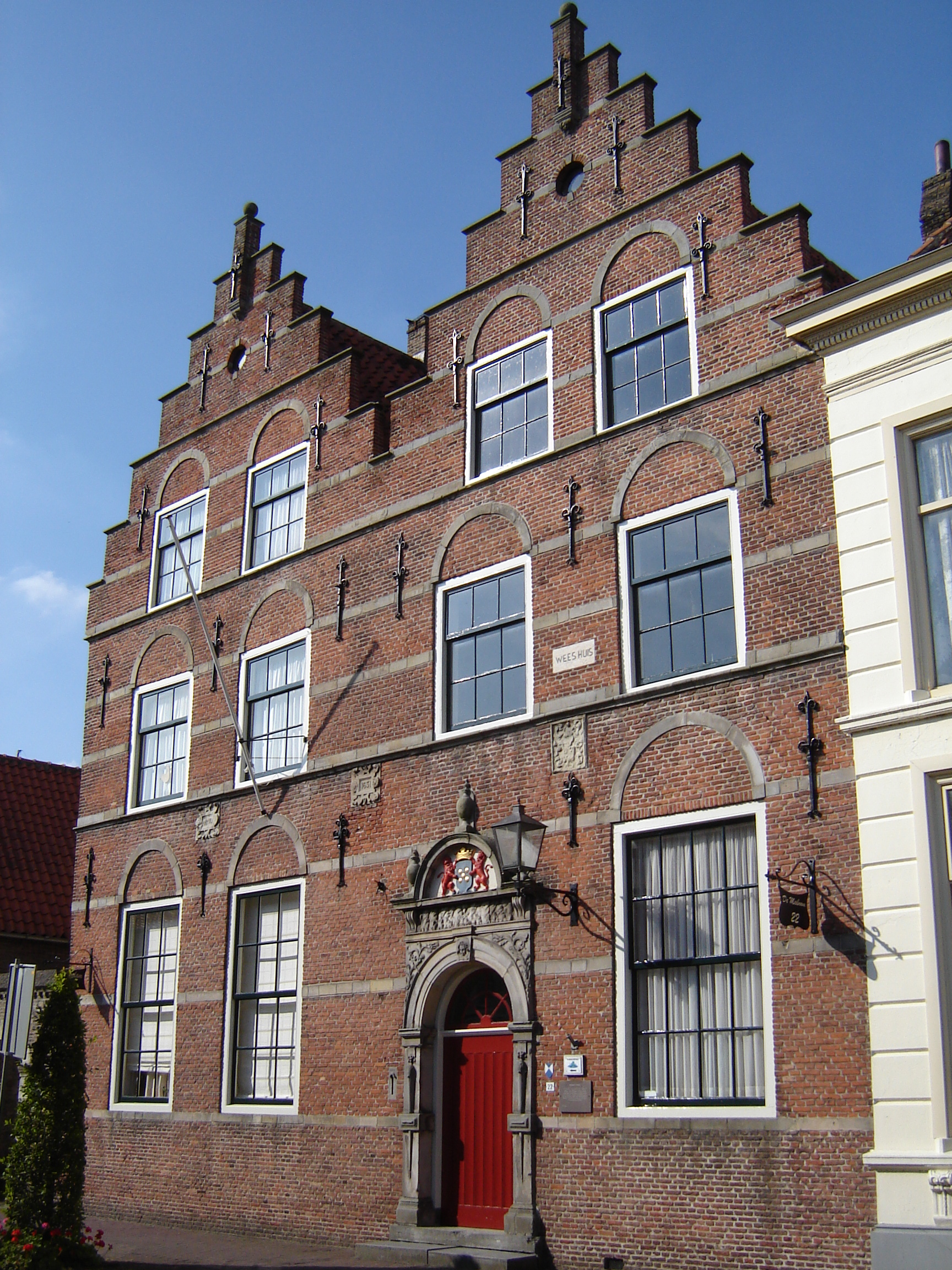
Burgerweeshuis

Het Burgerweeshuis is een historisch pand in de Zeeuws-Vlaamse stad Aardenburg aan de Weststraat 22. Het gebouw heeft een dubbele trapgevel met natuurstenen versieringen uit 1631. Later werd het pand een armenhuis totdat het burgerweeshuis, dat de Meiboom heet, in 1674 op die plek werd gesticht. Verschillende keren werd het weeshuis gesloten door een gebrek aan financiële middelen. Uiteindelijk sloot het definitief de deuren. Het burgerweeshuis van Aardenburg werd gebruikt van 1674 tot 1929. In 2017 werd het gerestaureerd.